# うさみ航
うさみ 航（- わたる、1月2日 -）は、日本の男性声優。新潟県出身。旧名：ウサミ ワタル。ワンダースペース所属。

## 人物
以前はオフィスもりに所属していた。
中音域から低音のナレーションであり、役柄としては、素朴な青年や三枚目が得意。
趣味・特技はプランター栽培、草野球、カメラ。

## 出演

### テレビアニメ
2004年
- グレネーダー 〜ほほえみの閃士〜 - ノンクレジット
- 月詠 -MOON PHASE-（魔ハムスター）
- 魔法少女リリカルなのは（オペレーターB）

2016年
- 一人之下 the outcast（速達員A、業興、七・里人G、警官A）
- OZMAFIA!!（生徒）
- Bloodivores（BST隊員B、囚人、記者A）
- 奇異太郎少年の妖怪絵日記（妖怪、たんたんころりん、件オス、黒服A、大百足）

2017年
- 捏造トラップ-NTR-（客）
- お酒は夫婦になってから（レシピナレーション、司会者）

2018年
- 立花館To Lieあんぐる（ししょー、猪、祭り客）

2019年
- 臨死!!江古田ちゃん（男B）
- 八十亀ちゃんかんさつにっき（2019年 - 2021年、DEAD END、アイドルオーディエンス、カラオケ店員、スタッフ） - 2シリーズ

2020年
- 異種族レビュアーズ（住民B）
- アルゴナビス from BanG Dream!（教授、スタッフ、アナウンサー男）

2021年
- 闘神機ジーズフレーム（通信士、パイロット2、パスタの人、通信士1、アルヘナの父 他）

2022年
- 異世界迷宮でハーレムを（ウーゴ、村人）
- 恋愛フロップス（教師、研究者、イレイサープログラム）

2023年
- 聖剣学院の魔剣使い（人間兵モブ、貴族の老人、ドーナツ店店長、オーガ級ヴォイド、ウィリアム・リッチモンド 他）

2024年
- 狼と香辛料 MERCHANT MEETS THE WISE WOLF（村人、手の者、幹部、商人、町人）
- ひとりぼっちの異世界攻略（武器屋、盗賊A）

2025年
- 全修。（町民たち、伐隊たち）
- BanG Dream! Ave Mujica（MC〈ワイドショー〉、執事、タクシー運転手）
- 片田舎のおっさん、剣聖になる（官僚、メイゲン、受付係）
- ぬきたし THE ANIMATION（モブ）

### Webアニメ
- がきたびっ!〜あけちの故郷編〜（2021年）
- 印西あるある物語（2022年）
- 25時、ナイトコードで。- Journey to Bloom『SELF』（2023年、奏父）

### ゲーム
- プロジェクトセカイ カラフルステージ! feat. 初音ミク（2020年 - 2025年、奏の父）

### 映画
- 漫画誕生(2019年、編集者・須藤)

### ドラマCD
- 天正やおよろず（親衛隊15、老人 他）
- 魔法少女リリカルなのは（オペレーターB 他）

### デジタルコミック
- デジコロ うごくまんが ケシカスくん（お父さん）
- ロボット（パパ）
- 犬の物語（カズキ）
- カップルの手札（カズキ）
- 天使エルエル
- ユメミルゆめみ
- 北欧女子 オーサが見つけた 日本の不思議
- 星の海の落とし子（犀木）
- 呪ウーマン（救急士）
- 坂本さけの４コマ（おとうさん）
- モーションコミックでうさぎさん（丸顔）
- SKETCHzone（レスキュー隊員・父親・タクシーの運転手）
- 理科室ガイコツ亡人愛（ナレーション）
- 山童（主人公）
- マジキチKITCHEN（警部補マスタード）
- とまれい！時よ！（先生）
- 妻は元ヒーロー（ヴィンセント）
- 本当にあった訳ではない話・真夏の悪夢（祖父）
- 真夜中の女子会

### 吹き替え
- ヒストリーチャンネル
  - ヒューマンウェポン
  - メガ・ムーバーズ～巨大構造物を移動せよ～
  - ボーンヤード
- ゴースト シーズン4（救命士 他）
- フリンジ シーズン4（フリンジ隊員　他）

### CM
- 資生堂 ファブリーズ
- 全労済（青年）
- ファミポート

### ラジオCM
- アサヒビール 本生グリーンラベル

### PV
- KILLING ME / KILLING YOU（ユースアネイジア[16]）

### シリーズ一覧
1. ↑  第1期（2019年）、第3期『3さつめ』（2021年）